# Michel Heßmann
Michel Heßmann (født 6. april 2001 i Münster) er en cykelrytter fra Tyskland, der er på kontrakt hos Movistar Team.
Efter at han i sæsonerne 2020 og 2021 havde kørt for Jumbo-Visma Development Team, blev han fra starten af 2022-sæsonen rykket op på World Tour-holdet Team Jumbo-Visma på en treårig kontrakt.
Heßmann blev i august 2023 suspenderet af Team Jumbo-Visma grundet en positiv dopingsprøve afleveret den 14. juni 2023. Der blev påvist et vanddrivende middel i Heßmanns test.